# (286693) Kodaitis
(286693) Kodaitis est un astéroïde de la ceinture principale.

## Description
(286693) Kodaitis est un astéroïde de la ceinture principale. Il fut découvert le 16 mars 2002 à Moletai par Kazimieras Černis et Justas Zdanavičius. Il présente une orbite caractérisée par un demi-grand axe de 3,16 UA, une excentricité de 0,23 et une inclinaison de 16,1° par rapport à l'écliptique.

## Compléments